# Réserve naturelle de Nesøytjern
La réserve naturelle de Nesøytjern est une réserve naturelle norvégienne qui est située dans la municipalité de Asker dans le comté d'Akershus.

## Description
La réserve naturelle comprend l'étang de Nasøytjern, située dans la partie sud de l'île de Nesøya, et son bassin versant. La zone a une superficie de 0,5 km2.
L'étang n'est pas particulièrement affecté par les apports provenant des zones environnantes. Avec le bassin versant, l'étang constitue probablement le seul milieu naturel relativement intact de ce type sur les roches du cambrien/Ordovicien de Oslofjord intérieur.

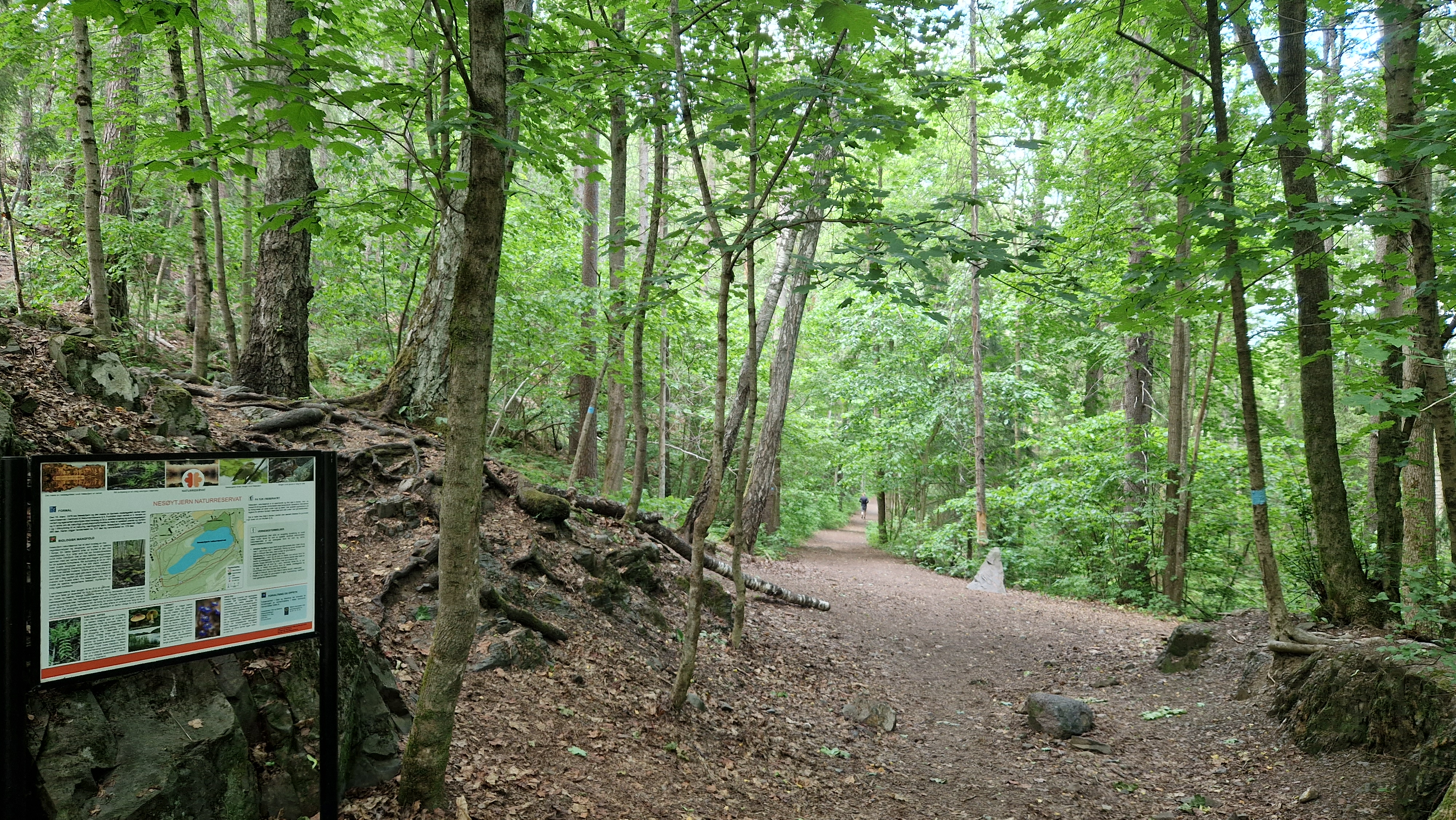
Nesøytjern naturreservat

La réserve possède un élément important de types de végétation riches et de types de forêts qui sont autrement rares en Norvège. La forêt marécageuse riche est l'un de nos types de forêts les plus menacés, dont la superficie a été considérablement réduite. La déconstruction, le drainage et l'abattage de ces zones sont parmi les plus grandes menaces.
Il y a une interdiction de circulation en dehors des chemins existants entre le 1er avril et le 1er décembre. Ceci est réglementé dans le règlement de la réserve, qui contient également des règles sur les autres trafics et l'utilisation de la zone.